# Charles De Koninck
Pour les articles homonymes, voir Koninck.
 (juin 2022).
Charles De Koninck, né le 29 juillet 1906 à Torhout et mort à Rome le 13 février 1965 (à l'âge de 58 ans), est un philosophe, théologien et professeur canadien d'origine belge.

## Biographie

### Enfance et formation
Il est né le 29 juillet 1906 à Torhout en Région flamande en Belgique. À l'âge de 10 ans, il a émigré avec sa famille aux États-Unis. 
Il étudia au collège Notre-Dame d'Ostende. Charles De Koninck poursuivit sa formation en philosophie et en théologie au Collège dominicain de Gand. À l'Université de Louvain, il compléta un doctorat en philosophie en 1934. Sa première thèse doctorale portait sur la philosophie d'Arthur Eddington. Il compléta un doctorat en théologie, parallèlement à son enseignement, en 1963, à l'Université Laval de Québec. Il se maria en 1933 avec Zoe Decruydt (1913-2008). 

### Carrière
En 1934, il immigre au Canada pour enseigner à la Faculté de philosophie de l'Université Laval, qu'il contribua à fonder à partir de son précurseur l'Institut de philosophie.
De Koninck polémique avec Jacques Maritain dans les années 1930, en raison des positions « personnalistes » exprimées dans les œuvres de ce dernier ; il reproche aux personnalistes de subordonner le bien commun, dont il se fait le défenseur, à la personne humaine. 
Il enseigna la philosophie des sciences et la philosophie de la nature. Il fut doyen de la faculté de 1939 à 1956, puis en l'an 1964-1965. Il donna par ailleurs des cours à l'Université de Montréal, à l'Université de Mexico et à l'Université Notre-Dame, aux États-Unis. Il a publié plus de 160 ouvrages de nature académique et a cofondé en 1945 la revue Laval théologique et philosophique, toujours en activité aujourd'hui.

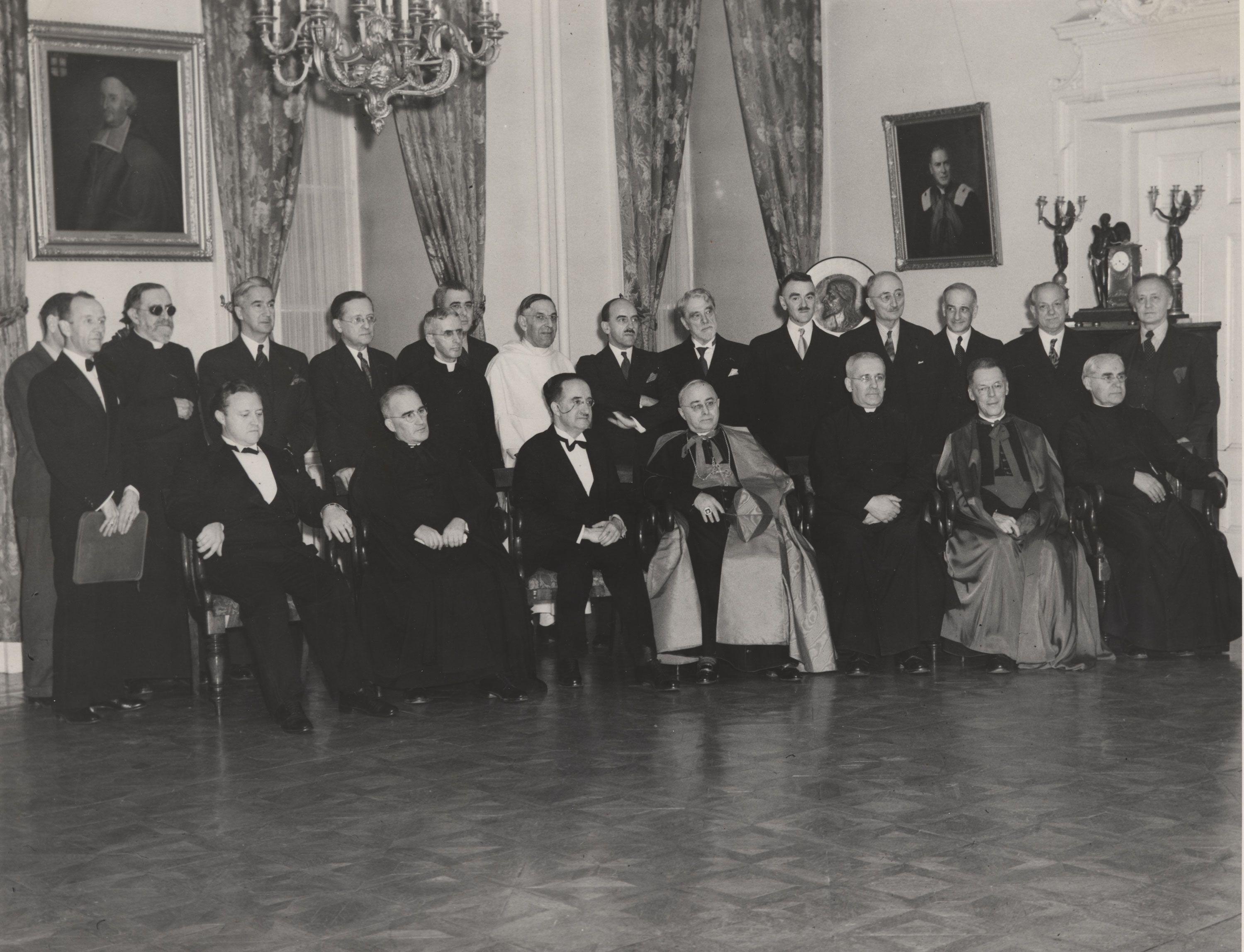
Séance de la section française de la Société royale du Canada en 1945. Charles De Koninck figure dans la première rangée.

De Koninck était membre de l'Association canadienne de philosophie, de l'Ordre de Saint-Grégoire-le-Grand, de l'Université pontificale Saint-Thomas-d'Aquin et de la Société royale du Canada. Il s'est vu décerner de nombreux prix, dont la "Catholic action medal" de l'Université de Saint Bonaventure.
L'œuvre complète de Charles De Koninck a fait l'objet d'une réédition dans les années 2000 aux Presses de l'Université Laval. Différents commentaires portent sur cette œuvre, sans compter que Ralph McInerny a édité aux États-Unis une collection d'essais de Charles De Koninck et que des Colloques internationaux se sont tenus sur ce dernier. Certains de ses travaux, manuscrits, notes de cours, conférences et correspondances, écrits en français, en anglais, en flamand, en allemand, en latin, en espagnol et en italien, sont disponibles dans le Fonds Charles De Koninck de la Division des archives de l'Université Laval. Deux autres fonds, le Fonds Jacques Maritain et le Fonds Yves Simon, sont rattachés au Centre Jacques Maritain de l'Université Notre Dame et concernent le renouveau thomiste en Amérique du Nord. Du reste, "The Charles De Koninck Project" diffuse en ligne certains travaux de ce philosophe.

### Famille

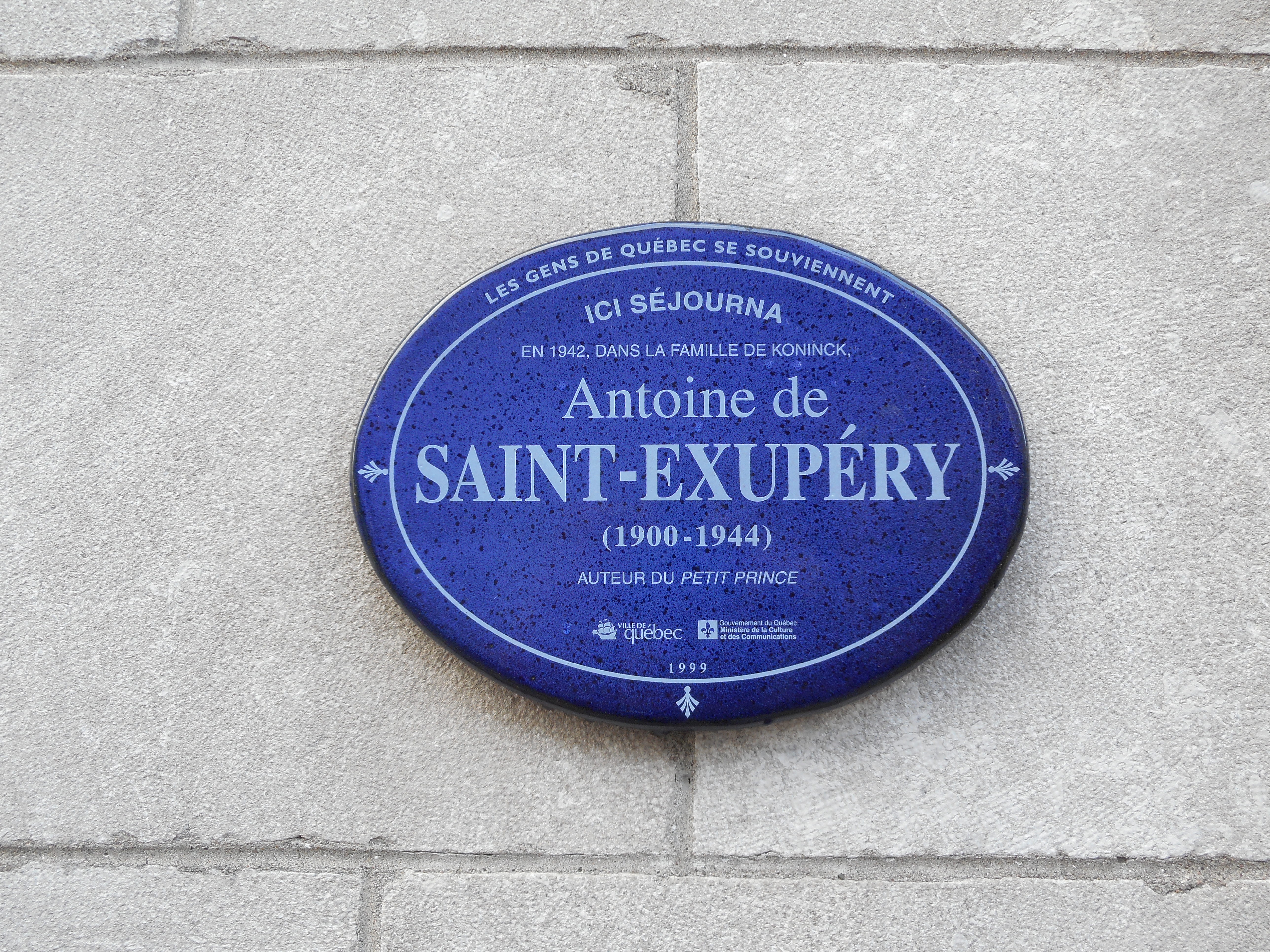
Plaque devant l'ancienne demeure de la famille De Koninck soulignant le passage d'Antoine de Saint-Exupéry

Cinq de ses onze enfants, ainsi que deux de ses petits-enfants, sont professeurs à l'Université Laval : Jean-Marie De Koninck est professeur au Département des mathématiques, Maria au Département de médecine sociale et préventive, Zita au Département de langue, linguistique et traduction et Rodolphe De Koninck au Département de géographie. Thomas De Koninck, qui aurait inspiré selon une rumeur persistante le personnage du Petit Prince de Saint-Exupéry, est professeur à la Faculté de philosophie. Ses deux fils Yves et Paul De Koninck sont respectivement professeurs aux Départements de psychiatrie et de biochimie-microbiologie.

### Décès
Invité à titre d'expert au concile Vatican II, Charles De Koninck est mort le 13 février 1965 à Rome, en Italie,.

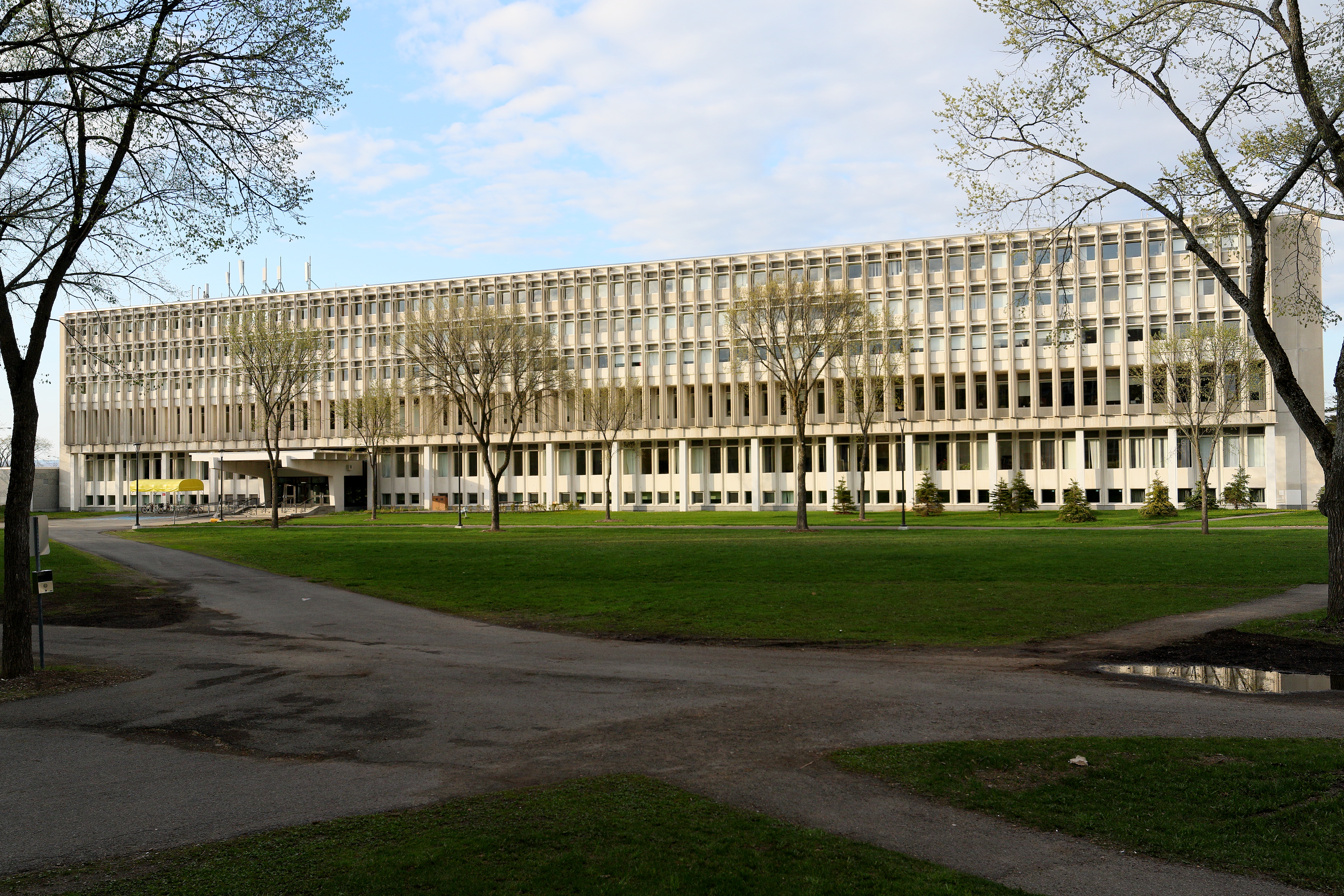
Le pavillon des Sciences Sociales de l'Université Laval à Québec.

Emmanuel Trépanier a écrit dans son mémorandum: "...Monsieur Charles De Koninck était décédé à Rome le matin même, à l’âge de cinquante-huit ans. Conseiller théologique de Son Éminence le cardinal Roy à la troisième session de Vatican II, il venait tout juste de participer aux travaux d’une sous-commission du Concile. En dépit d’une santé gravement atteinte, il avait accompli ce dernier service dans la plus grande générosité...!"

## Récompenses et hommages
Le pavillon des Sciences Sociales de l'Université Laval à Québec porte le nom Charles De Koninck.
Dans le Fonds de la Division des archives de l'Université Laval qui portent le nom Charles De Koninck, plusieurs de ses travaux sont disponibles en français, en anglais, en flamand, en allemand, en latin, en espagnol et en italien.
La famille De Koninck s'installe à la fin des années 1930 dans la maison du riche marchand Cirice Têtu dans le Vieux Québec. Une plaque commémorative, apposée sur la façade de la maison Cirice-Têtu où Saint-Exupéry avait séjourné en 1942, mentionne son nom.

### Distinctions
- 1946 : élu à la Société royale du Canada[5]
- Catholic action medal de l'Université Saint-Bonaventure[2]

## Œuvres
- Le cosmos, Québec, Pro Manuscripto, 1936.
- Ego Sapientia, Montréal/Québec, Éditions Fides/Éditions de l'Université Laval, 1943 (traduit en espagnol).
- De la primauté du bien commun contre les personnalistes. Le principe de l'ordre nouveau, Montréal/Québec, Éditions Fides/Éditions de l'Université Laval, 1943.
- Le piété du Fils: études sur l'Assomption, Québec, Presses Universitaires Laval, 1954[1].
- The Hollow Universe, London, Oxford University Press, 1960 (traduit en espagnol et en français, et réédité aux Presses de l'Université Laval).
- Le scandale de la médiation, Paris, Nouvelles Éditions latines, 1962.
- Tout homme est mon prochain, Québec, Presses de l'Université Laval, 1964.